# Iveco Bus Crossway

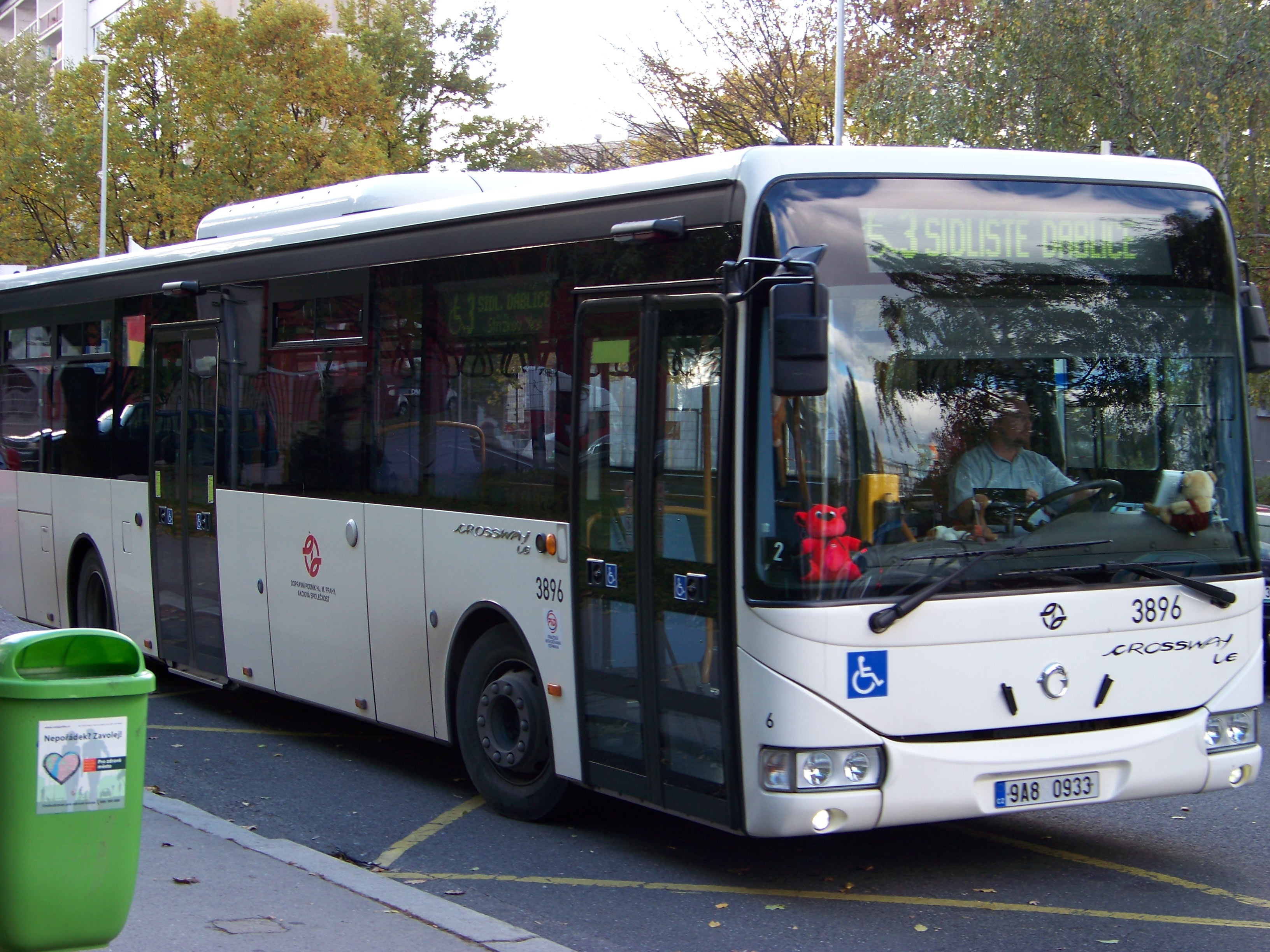
Irisbus Crossway LE.

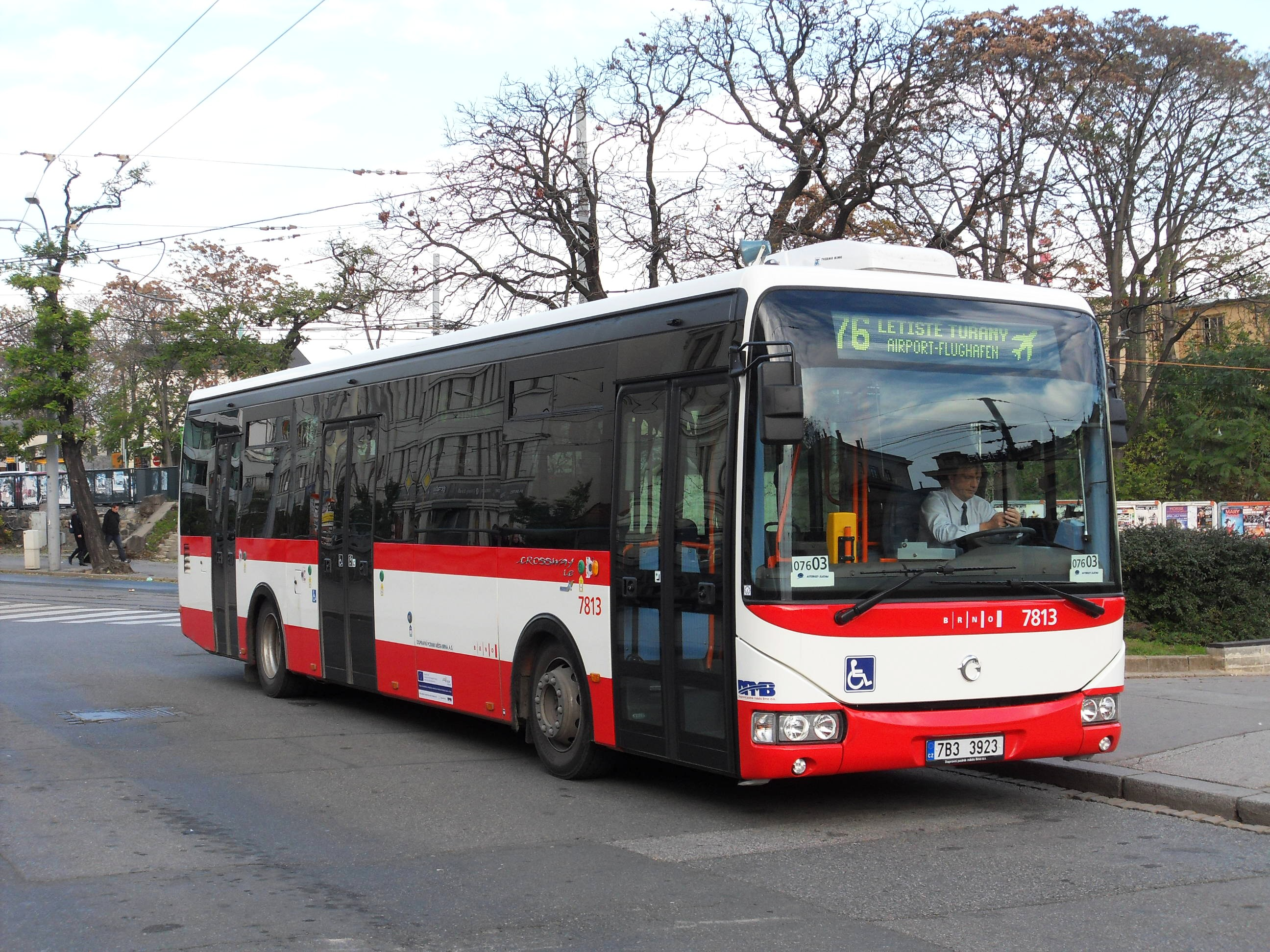
Irisbus Crossway LE 12 m CI 3-deurs.

De Iveco Bus Crossway of Irisbus Crossway is een streekbus voor interstedelijk vervoer die wordt geproduceerd door de Tsjechische busfabrikant in Vysoké Mýto (voorheen Karosa) Irisbus, en thans Iveco Bus. De bus stond van 2005 tot 2013 bekend onder de naam Irisbus Crossway, maar toen in 2013 het merk Irisbus werd vervangen door Iveco Bus, werd de naam gewijzigd in Iveco Bus Crossway. De bus werd in 2005 samen met de Irisbus Arway geïntroduceerd als Irisbus Crossway en is de opvolger van de Irisbus Ares.
Aanvankelijk waren er drie versies leverbaar:
- Crossway 10.6 m
- Crossway 12 m
- Crossway 12.8 m

In 2007 werd het assortiment uitgebreid met vijf LE (low entry)-varianten:
- Crossway LE 10.8 m
- Crossway LE 12 m CI
- Crossway LE 12.8 m CI
- Crossway LE 12 m CII
- Crossway LE 12.8 m CII

## Technische specificaties
|                             | Crossway 10.6 m                 | Crossway 12 m                   | Crossway 12.8 m                 | Crossway LE 10,8 m                                             | Crossway LE 10,8 m                                             | Crossway LE 12 m CI                                            | Crossway LE 12 m CI                                            | Crossway LE 12.8 m CI                                          | Crossway LE 12 m CII                                           | Crossway LE 12.8 m CII                                         |
| --------------------------- | ------------------------------- | ------------------------------- | ------------------------------- | -------------------------------------------------------------- | -------------------------------------------------------------- | -------------------------------------------------------------- | -------------------------------------------------------------- | -------------------------------------------------------------- | -------------------------------------------------------------- | -------------------------------------------------------------- |
| Aantal deuren               | 2                               | 2                               | 2                               | 2                                                              | 3                                                              | 2                                                              | 3                                                              | 3                                                              | 2                                                              | 2                                                              |
| Lengte                      | 10 655 mm                       | 11 995 mm                       | 12 760 mm                       | 10 790 mm                                                      | 10 790 mm                                                      | 11 995 mm                                                      | 11 995 mm                                                      | 12 760 mm                                                      | 11 995 mm                                                      | 12 760 mm                                                      |
| Breedte                     | 2 550 mm                        | 2 550 mm                        | 2 550 mm                        | 2 550 mm                                                       | 2 550 mm                                                       | 2 550 mm                                                       | 2 550 mm                                                       | 2 550 mm                                                       | 2 550 mm                                                       | 2 550 mm                                                       |
| Hoogte (incl. unit)         | 3 455 mm                        | 3 455 mm                        | 3 455 mm                        | 3 210 mm                                                       | 3 210 mm                                                       | 3 210 mm                                                       | 3 210 mm                                                       | 3 210 mm                                                       | 3 210 mm                                                       | 3 210 mm                                                       |
| Hoogte (excl. unit)         | 3 300 mm                        | 3 300 mm                        | 3 300 mm                        | 3 052 mm                                                       | 3 052 mm                                                       | 3 052 mm                                                       | 3 052 mm                                                       | 3 052 mm                                                       | 3 052 mm                                                       | 3 052 mm                                                       |
| Wielbasis                   | 5 300 mm                        | 6 200 mm                        | 6 965 mm                        | 4 825 mm                                                       | 4 802 mm                                                       | 6 030 mm                                                       | 6 030 mm                                                       | 6 795 mm                                                       | 6 030 mm                                                       | 6 795 mm                                                       |
| Vooroverbouw                | 2 063 mm                        | 2 503 mm                        | 2 503 mm                        | 2 673 mm                                                       | 2 673 mm                                                       | 2 673 mm                                                       | 2 673 mm                                                       | 2 673 mm                                                       | 2 673 mm                                                       | 2 673 mm                                                       |
| Achteroverbouw              | 3 292 mm                        | 3 292 mm                        | 3 292 mm                        | 3 292 mm                                                       | 3 292 mm                                                       | 3 292 mm                                                       | 3 292 mm                                                       | 3 292 mm                                                       | 3 292 mm                                                       | 3 292 mm                                                       |
| Hoogte interieur            | 2 275 mm                        | 2 275 mm                        | 2 275 mm                        | /                                                              | /                                                              | /                                                              | /                                                              | /                                                              | /                                                              | /                                                              |
| Instaphoogte voor           | 344 mm                          | 344 mm                          | 344 mm                          | 320 mm                                                         | 320 mm                                                         | 320 mm                                                         | 320 mm                                                         | 320 mm                                                         | 320 mm                                                         | 320 mm                                                         |
| Instaphoogte midden         | 344 mm                          | 344 mm                          | 344 mm                          | 330 mm                                                         | 330 mm                                                         | 330 mm                                                         | 330 mm                                                         | 330 mm                                                         | 330 mm                                                         | 330 mm                                                         |
| Instaphoogte achter         | /                               | /                               | /                               | /                                                              | 320 mm                                                         | /                                                              | 320 mm                                                         | 320 mm                                                         | /                                                              | /                                                              |
| Vloerhoogte                 | 860 mm                          | 860 mm                          | 860 mm                          | /                                                              | /                                                              | /                                                              | /                                                              | /                                                              | /                                                              | /                                                              |
| Inhoud bagageruimte         | 3,5 m³ + 1,9 m³                 | 5,8 m³ + 2,2 m³                 | 6,8 m³ + 2,4 m³                 | 6,8 m³ + 2,4 m³                                                | /                                                              | 1,37 m³                                                        | /                                                              | /                                                              | /                                                              | /                                                              |
| Motor                       | Iveco Cursor 8 Euro 4 / 5 EEV   | Iveco Cursor 8 Euro 4 / 5 EEV   | Iveco Cursor 8 Euro 4 / 5 EEV   | IVECO Tector 6 Euro 4 / 5 EEV of Iveco Cursor 8 Euro 4 / 5 EEV | IVECO Tector 6 Euro 4 / 5 EEV of Iveco Cursor 8 Euro 4 / 5 EEV | IVECO Tector 6 Euro 4 / 5 EEV of Iveco Cursor 8 Euro 4 / 5 EEV | IVECO Tector 6 Euro 4 / 5 EEV of Iveco Cursor 8 Euro 4 / 5 EEV | IVECO Tector 6 Euro 4 / 5 EEV of Iveco Cursor 8 Euro 4 / 5 EEV | IVECO Tector 6 Euro 4 / 5 EEV of Iveco Cursor 8 Euro 4 / 5 EEV | IVECO Tector 6 Euro 4 / 5 EEV of Iveco Cursor 8 Euro 4 / 5 EEV |
| Vermogen                    | 264 pk of 300 pk of 330 pk      | 264 pk of 300 pk of 330 pk      | 264 pk of 300 pk of 330 pk      | 264 pk of 300 pk of 330 pk                                     | 264 pk of 300 pk of 330 pk                                     | 264 pk of 300 pk of 330 pk                                     | 264 pk of 300 pk of 330 pk                                     | 264 pk of 300 pk of 330 pk                                     | 264 pk of 300 pk of 330 pk                                     | 264 pk of 300 pk of 330 pk                                     |
| Versnellingsbak             | Schakel of Automaat Voith of ZF | Schakel of Automaat Voith of ZF | Schakel of Automaat Voith of ZF | Schakel of Automaat Voith of ZF                                | Schakel of Automaat Voith of ZF                                | Schakel of Automaat Voith of ZF                                | Schakel of Automaat Voith of ZF                                | Schakel of Automaat Voith of ZF                                | Schakel of Automaat Voith of ZF                                | Schakel of Automaat Voith of ZF                                |
| Aantal zitplaatsen1         | 53 personen                     | 65 personen                     | 77 personen                     | 37 personen                                                    | 29 personen                                                    | 38 personen                                                    | 34 personen                                                    | 37 personen                                                    | 49 personen                                                    | 53 personen                                                    |
| Maximaal aantal passagiers2 | ca. 71 personen                 | ca. 81 personen                 | ca. 91 personen                 | ca. 76 personen                                                | ca. 90 personen                                                | ca. 80 personen                                                | ca. 80 personen                                                | ca. 80 personen                                                | ca. 90 personen                                                | ca. 90 personen                                                |

1= afhankelijk van het aantal deuren en stoelindeling; 2= inclusief staanplaatsen

## Inzet
De bus komt ook voor in onder andere Nederland, België, Frankrijk, Luxemburg en Tsjechië.

### Nederland
In Nederland komt dit bustype onder andere voor bij touringcarbedrijf Sabeh Tours uit Berkel-Enschot. Op 19 december 2011 reed er een Irisbus Crossway LE 12 m op proef rond bij Arriva op de stadsdienst van Lelystad. Vanaf februari 2012 tot en met maart 2012 reed er een Irisbus Crossway LE 12 m op proef rond bij Veolia Transport op de stadsdienst van Maastricht. Vanaf maart 2012 tot en met april 2012 werd de Crossway LE ingezet op lijnen 61 en 83, vestiging Venlo met standplaats Heijen. Deze bus reed rond in de huisstijl van Veolia.
Vanaf september 2012 rijden veertien Irisbus Crossway LE 10.8 m bussen rond bij Arriva op de stadsdienst van Lelystad. Op 19 maart 2012 werd één exemplaar al tentoongesteld op de stalling voor het personeel en andere genodigden. Speciaal voor Arriva werd een LE-versie van 10.8 m ontwikkeld.
Vanaf april 2014 rijdt Connexxion met dit bustype in de volgende concessies: IJsselmond (bij dochteronderneming OV Regio IJsselmond), Zeeland (vanaf 2015) en Amstelland-Meerlanden (vanaf 2017).
Vanaf december 2018 rijden EBS en Qbuzz ook met dit bustype rond.

### België
In België wordt momenteel deze bus vooral nog ingezet bij een aantal buspachters. De bussen worden vooral gebruikt op scholierenlijnen en snelbuslijnen in Luik - Verviers.
Sinds juli 2014 heeft ook de Vlaamse vervoermaatschappij De Lijn bussen in eigen beheer in gebruik. Deze bussen hebben in verschillende stelplaatsen de meeste oudste bussen uit de jaren '90 vervangen.
In 2010 bestelde TEC 11 stuks (serie 4330 - 4.340), die in de loop van 2011 geleverd werden. Deze bussen worden vooral ingezet op snelbuslijnen in Namen - Luxemburg.

## Inzetgebieden
| Bedrijf                         | Type                                       | Series           | Aantal               | Inzet                                                 | Opmerking | Afbeelding |
| België                          | België                                     | België           | België               | België                                                | België |            |
| ------------------------------- | ------------------------------------------ | ---------------- | -------------------- | ----------------------------------------------------- | --- | ---------- |
| Autobus de Geneval              | Irisbus Crossway 12m                       | 961267           | 2                    | Waals-Brabant                                         | Uit dienst |            |
| Autobus de Geneval              | Irisbus Crossway 12m                       | 961363           | 2                    | Waals-Brabant                                         | Uit dienst. Deze bus is verkocht aan F. Cardona et Deltenre |            |
| Autobus Toussaint               | Irisbus Crossway 12m                       | 564103 c         | 1                    | Namen                                                 | Buiten dienst |            |
| Autobus Toussaint               | Irisbus Crossway LE 12m                    | 564104 c         | 1                    | Namen                                                 | Buiten dienst |            |
| Autobus Toussaint               | Iveco Crossway Line                        | 420901 - 420903  | 3                    | Namen                                                 | |            |
| Bronckaers                      | Irisbus Crossway 12m                       | 440229           | 1                    | Limburg                                               | Buiten dienst |            |
| Bronckaers                      | Iveco Crossway LE Elec                     | 658110 - 658121  | 12                   | Limburg                                               | |            |
| Cie des Autobus Liégeois        | Irisbus Crossway 12m                       | 705155           | 1                    | Luik - Verviers                                       | |            |
| De Lijn                         | Iveco Bus Crossway LE 12m                  | 5606-5762        | 157                  | Antwerpen (61) Vlaams-Brabant (49) Limburg (47)       | |            |
| De Meibloem (TIZ)               | Irisbus Crossway LE 12m                    | 550767-550768    | 2                    | West-Vlaanderen                                       | Eerste Crossway LE in Vlaanderen (550767), echter vervangen door een nieuwe Iveco (550768) wegens technische problemen. |            |
| Egmont Autobusuitbating         | Iveco Crossway LE                          | 643021 - 643027  | 7                    |                                                       | |            |
| F. Cardona et Deltenre          | Irisbus Crossway 12m                       | 1-DQV-131        | 1                    | Schoolvervoer / tourvervoer                           | Ex-Autobus de Geneval 961363 |            |
| Ferry Cars                      | Ivecobus Crossway LE                       | 220166-220168    | 3                    | Oost-Vlaanderen                                       | |            |
| Ferry Cars                      | Ivecobus Crossway LE                       | 203970           | 1                    | Oost-Vlaanderen                                       | |            |
| Ferry Cars                      | Ivecobus Crossway LE                       | 220628-220630    | 3                    | Oost-Vlaanderen                                       | In dienst bij dochterbedrijf "Egmont" |            |
| Ferry Cars                      | Ivecobus Crossway LE                       | 643021-643023    | 3                    | Oost-Vlaanderen                                       | In dienst bij dochterbedrijf "Egmont" |            |
| Ferry Cars                      | Ivecobus Crossway LE                       | 222227           | 1                    | Oost-Vlaanderen                                       | In dienst bij dochterbedrijf "Seys-Coopman" |            |
| Ferry Cars                      | Ivecobus Crossway LE                       | 055013-055014    | 2                    | Oost-Vlaanderen                                       | In dienst bij dochterbedrijf "Seys-Coopman" |            |
| Ferry Cars                      | Ivecobus Crossway LE                       | 550439           | 1                    | West-Vlaanderen                                       | In dienst bij dochterbedrijf "Emiel Lenoir" |            |
| LIM Collard-Lambert             | Irisbus Crossway 12m                       | 7651.. (646-BST) | 1                    | Luik - Verviers                                       | Doet dienst op de luchthavenlijn van Liege Airport |            |
| Muys Reizen                     | Irisbus Crossway 12m                       | 1-UVN-225        | 1                    | Schoolvervoer/ tourvervoer                            | |            |
| Sophibus                        | Iveco Bus Crossway LE                      | 420637           | 1                    |                                                       | |            |
| TEC                             | Irisbus Crossway 12m                       | 4.330-4.340      | 11                   | Namen - Luxemburg                                     | |            |
| Transports Penning              | Irisbus Crossway 12m                       | 556157           | 1                    | Namen                                                 | |            |
| Voyages Wergifosse              | Irisbus Crossway LE 12m                    | 761139           | 1                    | Luik - Verviers                                       | |            |
| Denemarken                      |                                            |                  |                      |                                                       | |            |
| Arriva Danmark                  | Irisbus Crossway LE 12m                    | 1061-1065        | 5                    | Roskilde                                              | |            |
| Bent Thykjær                    | Irisbus Crossway LE 12m                    | 3538-3539        | 2                    | Seeland                                               | |            |
| Kruse                           | Irisbus Crossway LE 12m                    | 7169             | 1                    | Lolland                                               | |            |
| Lokalbus                        | Irisbus Crossway LE 12m                    | 4400-4426        | 27                   | Køge                                                  | |            |
| Lokalbus                        | Irisbus Crossway LE 12m                    | 4427-4436        | 10                   | Ishøj                                                 | |            |
| Lokalbus                        | Irisbus Crossway LE 12m                    | 4437-4443        | 7                    | Køge                                                  | |            |
| Strøby Turist                   | Irisbus Crossway 12m                       | 8600             | 1                    | Stevns                                                | |            |
| Sydtrafik                       | Irisbus Crossway 12m                       | ??               | ??                   | Esbjerg                                               | |            |
| Duitsland                       |                                            |                  |                      |                                                       | |            |
| Autokraft                       | Irisbus Crossway LE 12m                    | 312-326          | 15                   | Sleeswijk-Holstein                                    | |            |
| DB Regio                        | Iveco Bus Crossway LE 12m                  | ????-????        | 400                  | Verschillende gebieden                                | Worden geleverd in 2015 en 2016 Met een optie tot levering van 310 meer bussen in 2017 en 2018 |            |
| NIAG                            | Iveco Bus Crossway LE 12m                  | 2401-2452        | 52                   |                                                       | |            |
| Reisedienst Parchim             | Irisbus Crossway 12m                       | ??               | 1                    | Parchim                                               | |            |
| Reisedienst Parchim             | Irisbus Crossway LE 12m                    | ??               | 2                    | Parchim                                               | |            |
| Berliner Verkehrsbetriebe (BVG) | Irisbus Crossway LE 12m                    | 1845             | 1                    | Berlijn                                               | testvoertuig |            |
| Frankrijk                       |                                            |                  |                      |                                                       | |            |
| CTPM                            | Irisbus Crossway LE 12m                    | 67-70            | 4                    | Perpignan                                             | |            |
| CTPM                            | Irisbus Crossway LE 12m                    | 806-809          | 4                    | Perpignan                                             | |            |
| Trans-Landes                    | Iveco Bus Crossway LE 12m                  | 1413-1422        | 10                   | Landes                                                | |            |
| Luxemburg                       |                                            |                  |                      |                                                       | |            |
| Alltra                          | Irisbus Crosway 10,6 m                     | GC5600           | 1                    | Streekvervoer                                         | |            |
| Alltra                          | Iveco Bus Crosway Line                     | AT7777           | 1                    | Streekvervoer                                         | |            |
| A.S. Tours                      | Irisbus Crossway 12,8 m                    | AS1122           | 1                    | Streekvervoer                                         | |            |
| Autocars Schneider              | Irisbus Crossway 12m                       | SK5200           | 1                    | Streekvervoer                                         | |            |
| Autocars Schneider              | Irisbus Crossway 12m                       | SK4268           | 1                    | Streekvervoer                                         | |            |
| Autocars Schneider              | Irisbus Crossway 12m                       | SK6852           | 1                    | Streekvervoer                                         | Uit dienst |            |
| Autocars Schneider              | Irisbus Crossway 12m                       | SK7200           | 1                    | Streekvervoer                                         | Uit dienst |            |
| Autocars Schneider              | Iveco Bus Crossway Line 12m                | SK5252           | 1                    | Streekvervoer                                         | |            |
| Autocars Schneider              | Iveco Bus Crossway Line 12m                | SK6868           | 1                    | Streekvervoer                                         | |            |
| Autocars Schneider              | Iveco Bus Crossway Line 12m                | SK6886           | 1                    | Streekvervoer                                         | Uit dienst |            |
| Autocars Schneider              | Iveco Bus Crossway Line 12m                | SK7272           | 1                    | Streekvervoer                                         | |            |
| Autocars Schneider              | Iveco Bus Crossway Line 12m                | SK8686           | 1                    | Streekvervoer                                         | |            |
| Demy Schandeler                 | Irisbus Crossway 12m                       | ??               | 6                    | Streekvervoer                                         | Buiten dienst |            |
| Demy Schandeler                 | Iveco Bus Crossway Line                    | ??               | 3                    | Streekvervoer                                         | |            |
| Frisch Rammerech                | Iveco Bus Crossway LE Line 12.8            | SL4037-SL4038    | 2                    | Streekvervoer                                         | |            |
| Gemengen                        | Irisbus Crossway 10,6 m                    | KJ6157           | 1                    | Streekvervoer                                         | |            |
| Gemengen                        | Irisbus Crossway 12m                       | TS9960           | 1                    | Streekvervoer                                         | |            |
| Gemengen                        | Iveco Bus Crossway Line 12m                | CX7257           | 1                    | Streekvervoer                                         | |            |
| Ross Tratten                    | Iveco Bus Crossway LE Line 12.8            | SL5046-SL5049    | 4                    | Streekvervoer                                         | |            |
| Ross Tratten                    | Iveco Bus Crossway LE Line 14.5            | SL5045           | 1                    | Streekvervoer                                         | |            |
| Sales-Lentz                     | Irisbus Crossway 12m                       | ??               | 4                    | Streekvervoer                                         | |            |
| Voyages Schiltz                 | Irisbus Crossway 10,6 m                    | 60020            | 1                    | Streekvervoer                                         | |            |
| Voyages Schiltz                 | Irisbus Crossway 10,6 m                    | MU6440           | 1                    | Streekvervoer                                         | |            |
| Voyages Schiltz                 | Irisbus Crossway 10,6 m                    | SB0200           | 1                    | Streekvervoer                                         | |            |
| Voyages Schiltz                 | Irisbus Crossway 12m                       | 55551            | 1                    | Streekvervoer                                         | |            |
| Voyages Schiltz                 | Irisbus Crossway 12m                       | GY9426           | 1                    | Streekvervoer                                         | |            |
| Voyages Schiltz                 | Irisbus Crossway 12m                       | LC8155           | 1                    | Streekvervoer                                         | |            |
| Voyages Schiltz                 | Irisbus Crossway 12m                       | LG9262           | 1                    | Streekvervoer                                         | |            |
| Voyages Schiltz                 | Irisbus Crossway 12m                       | UW4023           | 1                    | Streekvervoer                                         | |            |
| Voyages Schiltz                 | Iveco Bus Crossway 10,8 m                  | SB0700           | 1                    | Streekvervoer                                         | |            |
| Voyages Schiltz                 | Iveco Bus Crossway Line                    | SB0550           | 1                    | Streekvervoer                                         | |            |
| Voyages Schiltz                 | Iveco Bus Crossway Line                    | SB3330           | 1                    | Streekvervoer                                         | |            |
| Voyages Schiltz                 | Iveco Bus Crossway Line                    | SB8080           | 1                    | Streekvervoer                                         | |            |
| Voyages Schiltz                 | Iveco Bus Crossway Line                    | SB9090           | 1                    | Streekvervoer                                         | |            |
| Voyages Vandivinit              | Irisbus Crossway 12m                       | VV2015           | 1                    | Streekvervoer                                         | |            |
| Voyages Vandivinit              | Irisbus Crossway 12m                       | VV2046           | 1                    | Streekvervoer                                         | |            |
| Voyages Vandivinit              | Irisbus Crossway 12m                       | VV2047           | 1                    | Streekvervoer                                         | |            |
| Voyages Vandivinit              | Irisbus Crossway 12,8 m                    | VV2073           | 1                    | Streekvervoer                                         | |            |
| Voyages Vandivinit              | Irisbus Crossway 12,8 m                    | VV2020           | 1                    | Streekvervoer                                         | |            |
| Voyages Vandivinit              | Irisbus Crossway 12,8 m                    | VV2021           | 1                    | Streekvervoer                                         | |            |
| Voyages Vandivinit              | Irisbus Crossway 12,8 m                    | VV2031           | 1                    | Streekvervoer                                         | |            |
| Voyages Vandivinit              | Irisbus Crossway 12,8 m                    | VV2033           | 1                    | Streekvervoer                                         | |            |
| Voyages Vandivinit              | Iveco Bus Crossway LE Line 10,8 m          | VV2048-VV2049    | 2                    | Streekvervoer                                         | |            |
| Voyages Vandivinit              | Iveco Bus Crossway LE Line                 | VV2075-VV2076    | 2                    | Streekvervoer                                         | |            |
| Voyages Vandivinit              | Iveco Bus Crossway LE Line                 | VV2078-VV2079    | 2                    | Streekvervoer                                         | |            |
| Voyages Vandivinit              | Iveco Bus Crossway LE Line                 | VV2089           | 1                    | Streekvervoer                                         | |            |
| Voyages Vandivinit              | Iveco Bus Crossway LE Line                 | VV2092-VV2094    | 3                    | Streekvervoer                                         | |            |
| Voyages Vandivinit              | Iveco Bus Crossway LE Line                 | VV2097           | 1                    | Streekvervoer                                         | |            |
| Voyages Vandivinit              | Iveco Bus Crossway LE Line                 | VV2100-VV2109    | 10                   | Streekvervoer                                         | |            |
| Nederland                       |                                            |                  |                      |                                                       | |            |
| Arriva                          | Irisbus Crossway LE 12 m                   | BZ-SL-15         | 1                    | Stadsdienst Lelystad                                  | Ex-Veolia 160. Reed tijdelijk rond op proef. Is na de proef teruggegaan naar Irisbus. |            |
| Arriva                          | Irisbus Crossway LE 10,8 m                 | 6451 - 6464      | 14                   | Stadsdienst Lelystad                                  | 6453 is verkocht aan Bastion Hotels. |            |
| Bastion Hotels                  | Irisbus Crossway LE 10,8 m                 | 75-BBB-4         | 1                    | Pendelvervoer Schiphol - Bastion                      | Ex-Arriva 6453 |            |
| Bastion Hotels                  | Irisbus Crossway LE 10,8 m                 | 79-BBB-4         | 1                    | Pendelvervoer Schiphol - Bastion                      | Ex Arriva 6454 |            |
| Bastion Hotels                  | Irisbus Crossway LE 10,8 m                 | 84-BBB-4         | 1                    | Pendelvervoer Schiphol - Bastion                      | Ex Arriva 6456 |            |
| BusiNext                        | Iveco Bus Crossway Line 12 m               | 828 - 830        | 3                    | Diverse                                               | |            |
| Connexxion                      | Iveco Bus Crossway LE 10,8 m               | 2700 - 2706      | 7                    | Amstelland-Meerlanden                                 | |            |
| Connexxion                      | Iveco Bus Crossway LE 13 m                 | 2708 - 2721      | 14                   | Amstelland-Meerlanden                                 | |            |
| Connexxion                      | Iveco Bus Crossway LE 13 m                 | 2722 - 2768      | 47                   | Amstelland-Meerlanden (R-net), Haarlem-IJmond         | 2738, 2743 en 2746-2749 kregen in 2024 de reguliere Connexxion-huisstijl. 2723, 2725, 2737, 2739-2742, 2756-2758 en 2762-2768 naar Transdev Academy. 2744, 2745, 2750-2753, 2760 en 2761 naar Hermes. 2754-2755 naar Jan de Wit als 432-433. |            |
| Connexxion                      | Iveco Bus Crossway LE 13 m                 | 5540 - 5588      | 49                   | Zeeland                                               | |            |
| Connexxion                      | Iveco Bus Crossway Pro NF 13 m             | 5590 - 5592      | 3                    | Buslijn 19 (Hulst-Roosendaal)                         | |            |
| EBS                             | Iveco Bus Crossway LE 12 m CNG             | 5050 - 5092      | 19 (R-net) 24 (MRDH) | Voorne-Putten en Rozenburg                            | 5050-5068 hebben de R-net kleurstelling en de 5069-5092 hebben de MRDH kleurstelling. |            |
| Edad Reizen                     | Irisbus Crossway LE 12 m                   | 57               | 1                    | Tourvervoer/versterkingsritten                        | |            |
| Heijthuijzen                    | Irisbus Crossway 12 m                      | 78               | 1                    | Tourvervoer/versterkingsritten                        | |            |
| Hermes                          | Iveco Bus Crossway LE 13 m                 | 2744, 2745       | 2                    | Veluwe-Zuid                                           | Ex-Connexxion |            |
| Hermes                          | Iveco Bus Crossway LE 13 m                 | 2750 - 2753      | 4                    | Veluwe-Zuid                                           | Ex-Connexxion |            |
| Hermes                          | Iveco Bus Crossway LE 13 m                 | 2760, 2761       | 2                    | Veluwe-Zuid                                           | Ex-Connexxion |            |
| Hermes                          | Iveco Bus Crossway LE 12 m                 | 5500 - 5538      | 39                   | Veluwe-Zuid (5500-5518), Zuidoost-Brabant (5519-5538) | Ex-OV Regio IJsselmond |            |
| Jan de Wit                      | Iveco Bus Crossway LE 13 m                 | 432 - 433        | 2                    | Amsterdam                                             | Ex-Connexxion 2754-2755. Deze bussen rijden voor GVB. |            |
| OV Regio IJsselmond             | Iveco Bus Crossway LE 12 m                 | 5500 - 5538      | 39                   | IJsselmond                                            | Naar Hermes |            |
| Qbuzz                           | Iveco Bus Crossway LE 10,8 m (facelift)    | 1001 - 1054      | 54                   | Fryslân                                               | |            |
| Qbuzz                           | Iveco Bus Crossway LE 13 m (facelift)      | 1401 - 1508      | 108                  | Fryslân                                               | |            |
| Qbuzz                           | Iveco Crossway Pro NF 13 m (facelift)      | 1651 - 1687      | 37                   | Fryslân (Qliners)                                     | |            |
| Qbuzz                           | Iveco Bus Crossway LE 13 m                 | 6301 - 6329      | 29                   | Drechtsteden, Molenlanden en Gorinchem (R-net)        | 6319 - 6329 waren tot 2020 van TCR en droegen ook TCR nummers 729 - 739. 6329 is geëxporteerd. |            |
| Qbuzz                           | Iveco Bus Crossway LE 13 m                 | 6340             | 1                    | Drechtsteden, Molenlanden en Gorinchem (R-net)        | |            |
| Qbuzz                           | Iveco Bus Crossway LE 13 m                 | 6401 - 6412      | 12                   | Drechtsteden, Molenlanden en Gorinchem (R-net)        | Hadden voorheen de snelBuzz kleurstelling |            |
| Qbuzz                           | Iveco Bus Crossway LE 13 m                 | 6501 - 6510      | 10                   | Drechtsteden, Molenlanden en Gorinchem (R-net)        | Hadden voorheen de streekBuzz kleurstelling |            |
| Qbuzz                           | Iveco Bus Crossway LE 13 m                 | 6413 - 6416      | 4                    | Drechtsteden, Molenlanden en Gorinchem (snelBuzz)     | |            |
| Qbuzz                           | Iveco Bus Crossway LE 13 m                 | 6511 - 6522      | 12                   | Drechtsteden, Molenlanden en Gorinchem (streekBuzz)   | |            |
| Qbuzz                           | Iveco Bus Crossway LE ELEC 12 m (facelift) | 8201 - 8302      | 102                  | Zuid-Holland Noord (streekBuzz)                       | |            |
| Qbuzz                           | Iveco Crossway LE ELEC 13 m                | n.b.             | 1                    | Fryslân                                               | ex demo |            |
| Sabeh Tours                     | Irisbus Crossway 12 m                      | BS-RV-61         | 1                    | Tourvervoer/versterkingsritten                        | |            |
| Sabeh Tours                     | Irisbus Crossway 12 m                      | BS-TX-90         | 1                    | Tourvervoer/versterkingsritten                        | |            |
| Syntus                          | Irisbus Crossway LE 12 m                   |                  | 1                    |                                                       | Reed tijdelijk rond op proef. |            |
| TCR                             | Iveco Bus Crossway LE 13 m                 | 729 - 739        | 11                   | Drechtsteden, Molenlanden en Gorinchem                | Dragen tevens Qbuzz nummers 6319 - 6329. Deze bussen zijn in 2020 naar Qbuzz gegaan |            |
| Van Heugten Tours               | Irisbus Crossway 12 m                      | BX-DB-55         | 1                    | Tourvervoer                                           | |            |
| Veolia Transport                | Irisbus Crossway LE 12 m                   | 160              | 1                    | Streeklijnen 61 en 83 rondom Venlo                    | Reed tijdelijk rond op proef. Is daarna naar Arriva gegaan. |            |
| Verkeersschool Blom             | Irisbus Crossway 12 m                      | BX-JN-37         | 1                    |                                                       | Lesbus |            |
| Polen                           |                                            |                  |                      |                                                       | |            |
| Irex Sosnowiec                  | Irisbus Crossway LE 12m                    | ??               | 7                    | Sosnowiec                                             | |            |
| JLA Jarocin                     | Irisbus Crossway LE 12m                    | ??               | 5                    | Jarocin                                               | |            |
| MZK Ełk                         | Irisbus Crossway LE 12m                    | ??               | 3                    | Ełk                                                   | |            |
| PGK Suwałki                     | Irisbus Crossway LE 12m                    | ??               | 12                   | Suwałki                                               | |            |
| PKS Gliwice                     | Irisbus Crossway LE 12m                    | ??               | 2                    | Gliwice                                               | |            |
| PKS Tarnów                      | Irisbus Crossway LE 12m                    | ??               | 2                    | Tarnów                                                | |            |
| Transgór Mysłowice              | Irisbus Crossway LE 12m                    | ??               | 2                    | Mysłowice                                             | |            |
| ZKM Lębork                      | Irisbus Crossway LE 12m                    | ??               | 1                    | Lębork                                                | |            |
| Zwitserland                     |                                            |                  |                      |                                                       | |            |
| Postauto                        | Irisbus Crossway 10,6 m                    | ??               | 11                   | ??                                                    | |            |
| Postauto                        | Irisbus Crossway 12m                       | ??               | 22                   | ??                                                    | |            |

## Interieurfoto's

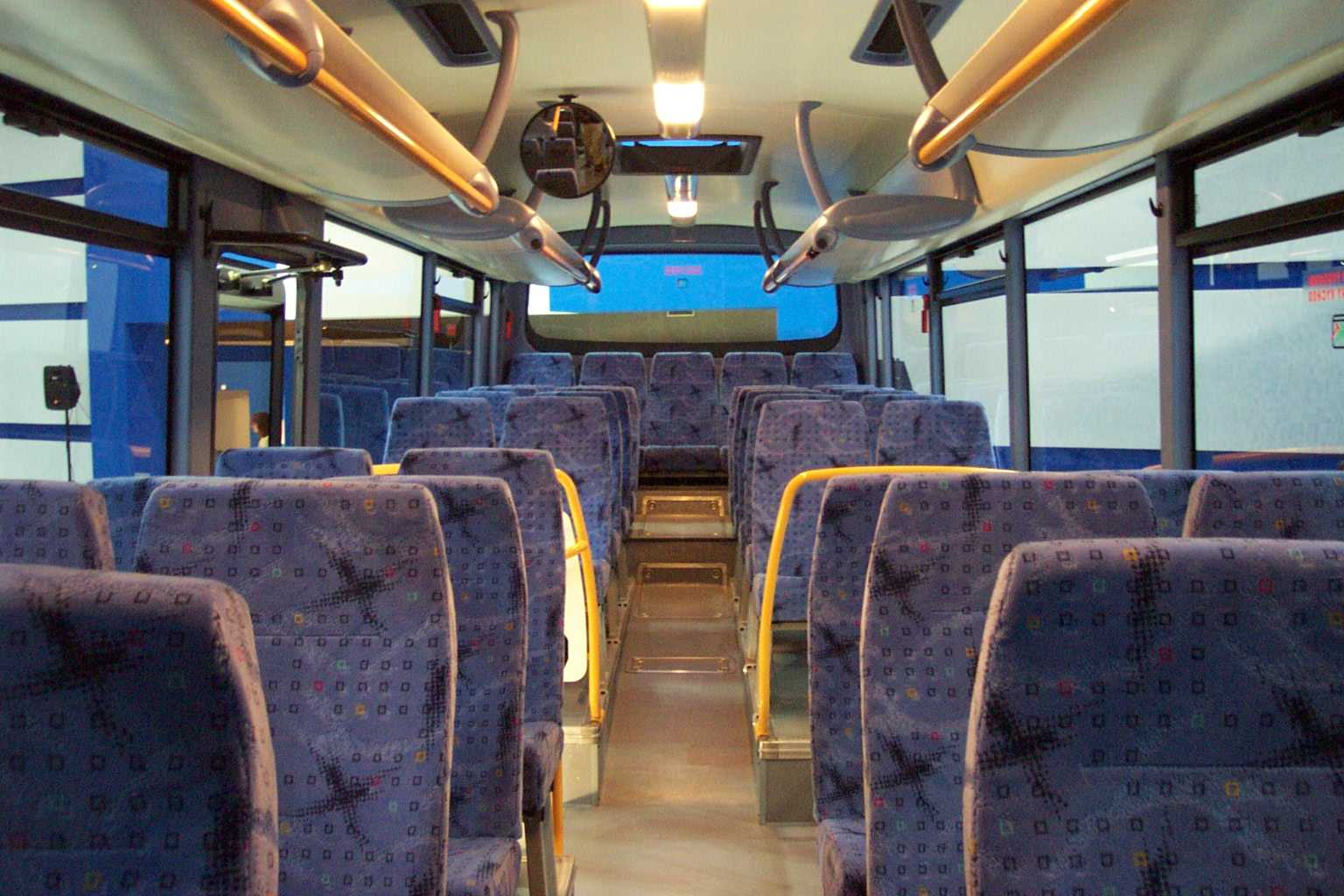
Interieur Irisbus Crossway LE
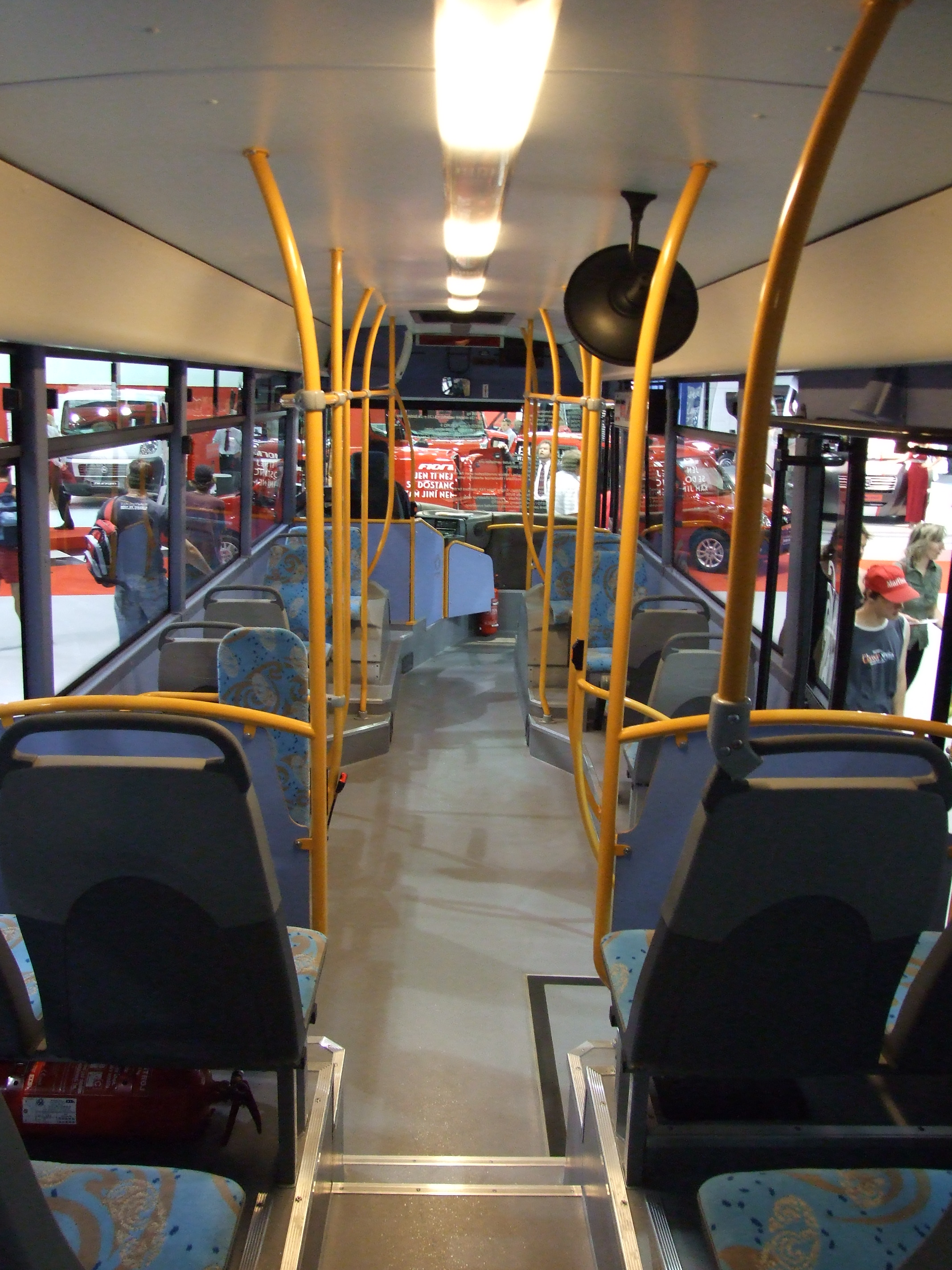
Interieur Irisbus Crossway LE
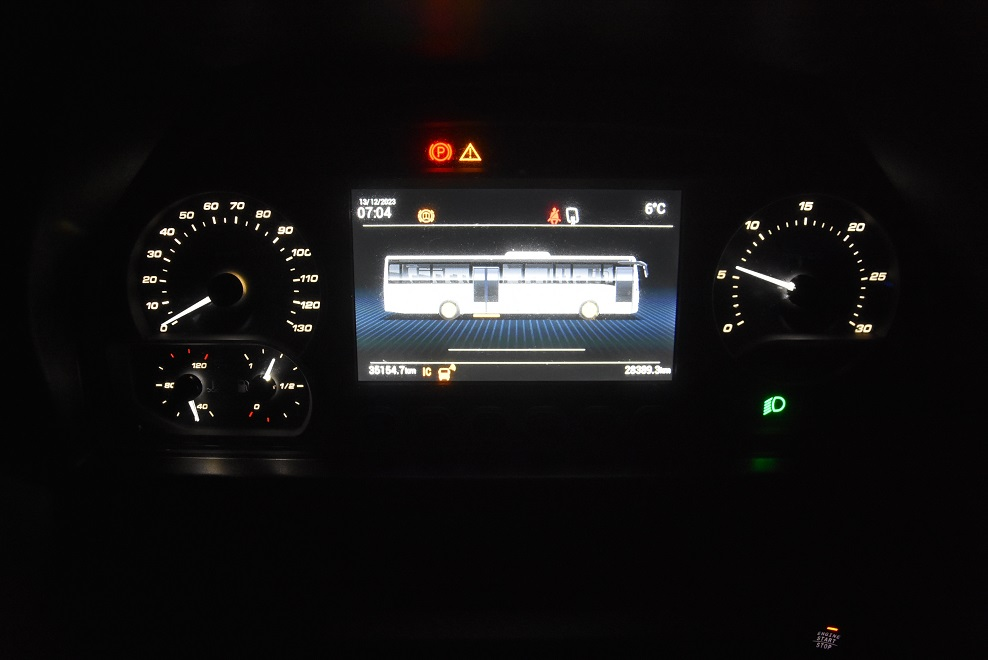
Wijzerplaten, 's nachts